# Putešestvennik s bagažom
Putešestvennik s bagažom (Путешественник с багажом) è un film del 1966 diretto da Il'ja Abramovič Frėz.